# Chi Onwurah
Chinyelu Susan Onwurah (née le 12 avril 1965) est une femme politique du parti travailliste britannique qui est députée de Newcastle upon Tyne Central depuis 2010.
Elle est ministre fantôme de la stratégie industrielle, de la science et de l'innovation sous la direction du leader travailliste Jeremy Corbyn d'octobre 2016 au 9 avril 2020, date à laquelle elle est nommée ministre fantôme de la science, de la recherche et du numérique par le nouveau chef Keir Starmer.

## Jeunesse
La mère d'Onwurah est de Newcastle et son père, originaire du Nigeria, travaille comme dentiste pendant qu'il étudie à la Newcastle University Medical School lorsqu'ils se rencontrent et se marient dans les années 1950.
Onwurah est né à Wallsend, Northumberland et la famille déménage à Awka, au Nigéria, en 1965. À peine deux ans plus tard, la guerre du Biafra éclate, entraînant la famine, forçant sa mère à ramener les enfants à Tyneside, tandis que son père y reste dans l'armée du Biafra.
Onwurah est diplômée de l'Imperial College de Londres en 1987 avec un diplôme en génie électrique. Elle travaille dans le développement de matériel et de logiciels, la gestion de produits, le développement de marché et la stratégie pour une variété d'entreprises principalement du secteur privé dans un certain nombre de pays différents - le Royaume-Uni, la France, les États-Unis, le Nigeria et le Danemark tout en étudiant pour un MBA à Manchester Business school.
Avant d'entrer au Parlement, Onwurah est chef de la technologie des télécommunications à l'Ofcom avec un accent sur la fourniture à large bande .

## Carrière politique
Avant d'entrer au Parlement, Onwurah milite dans le mouvement anti-apartheid. Elle passe de nombreuses années au sein de son exécutif national et de celui de son successeur, ACTSA: Action for Southern Africa. Elle rejoint également le conseil consultatif de l'Open University Business School.
Elle est élue députée pour Newcastle upon Tyne Central à l'Élections générales britanniques de 2010 avec une majorité de 7466 voix. Elle succède à l'ancien député travailliste Jim Cousins, qui ne s'est pas représenté après 23 ans de mandat,. Elle décrit le Parlement comme un "choc culturel", mais déclare également que, par rapport à son expérience en ingénierie, "le Parlement est l'environnement de travail le plus diversifié dans lequel j'ai jamais vécu, le plus équilibré entre les sexes".
Onwurah soutient Ed Miliband lors des élections à la direction du Parti travailliste de 2010 et est nommée au poste de ministre fantôme junior des Affaires, de l'Innovation et des Compétences le 10 octobre 2010. En 2013, elle est ministre de l'ombre au Cabinet Office.

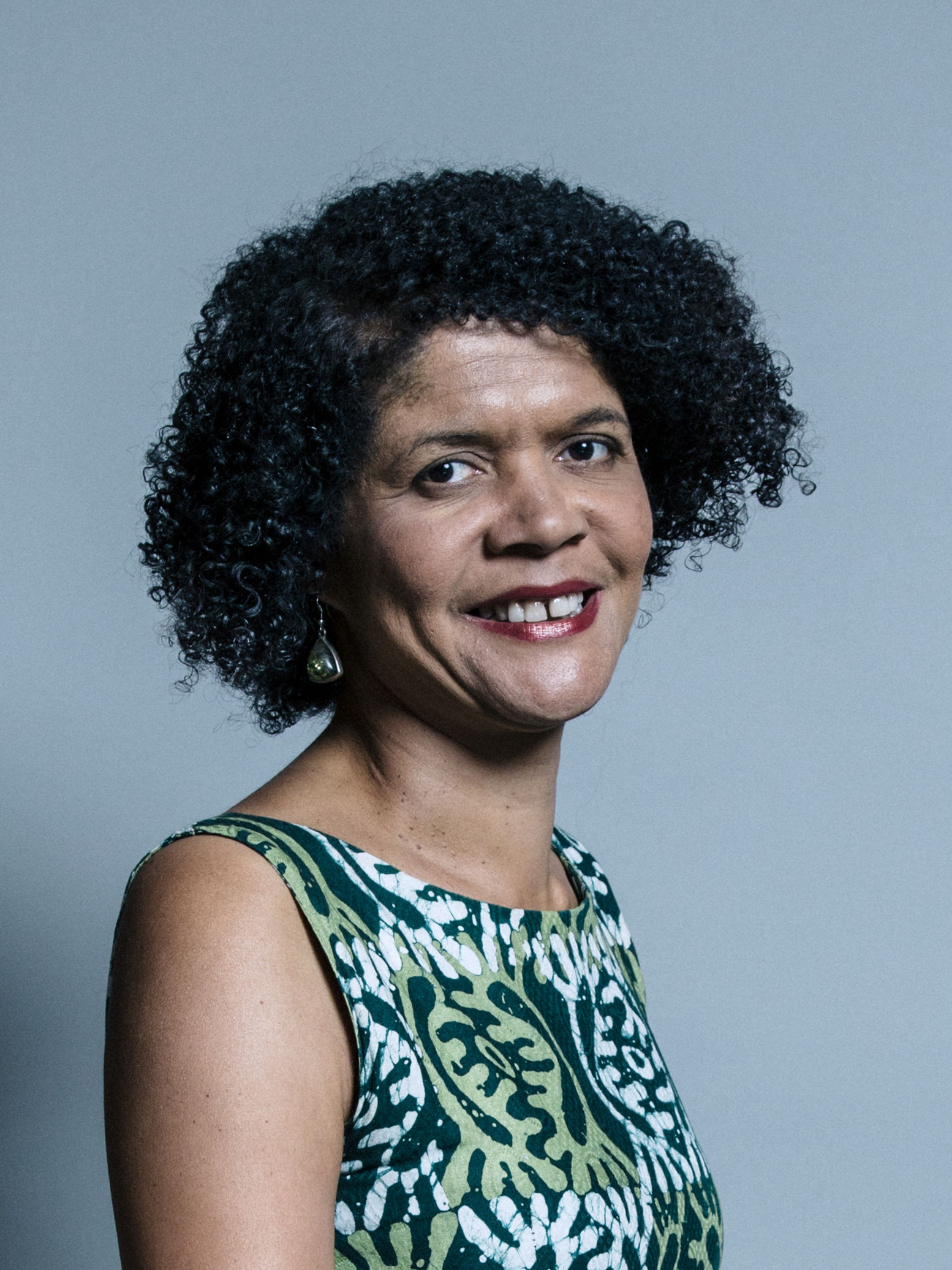
Chi Onwurah en 2017.

En février 2014, Onwurah prend la parole lors d'un débat parlementaire appelé à son initiative sur le thème du marketing des jouets sexospécifiques. Elle apporte également son soutien à la campagne Let Toys Be Toys.
Lors de l'élection à la direction du Parti travailliste en 2015, Onwurah soutient Andy Burnham, ayant initialement nommé Jeremy Corbyn pour «élargir le débat».
Après que Jeremy Corbyn ait remporté l'élection à la direction du parti travailliste en septembre 2015, Onwurah est nommée ministre fantôme des affaires, de l'innovation et des compétences, ainsi que ministre fantôme de la culture, des médias et des sports.
Onwurah soutient Owen Smith lors de l'élection de la direction travailliste de 2016. En août 2016, au cours de la campagne à la direction du parti travailliste, elle soutient publiquement les appels d'Owen Smith pour un deuxième référendum sur l'adhésion du Royaume-Uni à l'UE.
Onwurah conserve son siège aux élections générales de 2017, augmentant la part des voix du Labour à 65%.
Elle est réélue aux élections générales de 2019. Sa part des voix tombe à 57,6%, soit une majorité de 12 278 voix .
En 2020, elle est nommée membre honoraire de la British Science Association.